# Schloss Leitersdorf

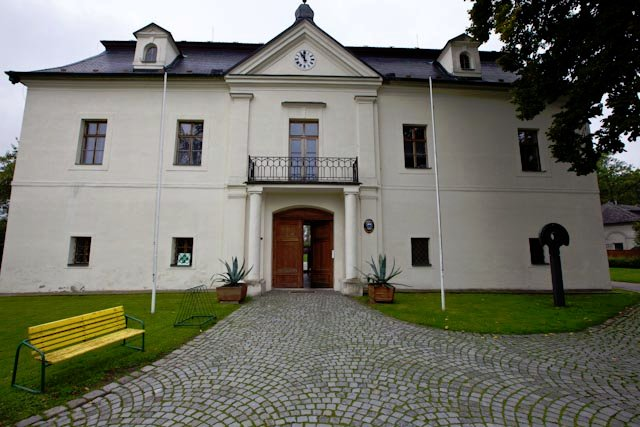
Leitersdorf – Neues Schloss

Das Schloss Leitersdorf befindet sich in der mährischen Ortschaft Litultovice (Leitersdorf) im Troppauer Land. Es besteht aus zwei Gebäudetrakten aus verschiedenen Stilepochen, die durch einen schmalen Zwischenbau verbunden sind. Dadurch wird der Schlosshof gebildet.
Das Alte Schloss, eines der ältesten Bauwerke in jenem Gebiet, war einst eine Wasserburg. Ein später aufgesetztes Mansarddach glich es architektonisch dem Neuen Schloss an, das zu Beginn des 17. Jahrhunderts im Renaissancestil errichtet wurde.

## Lage

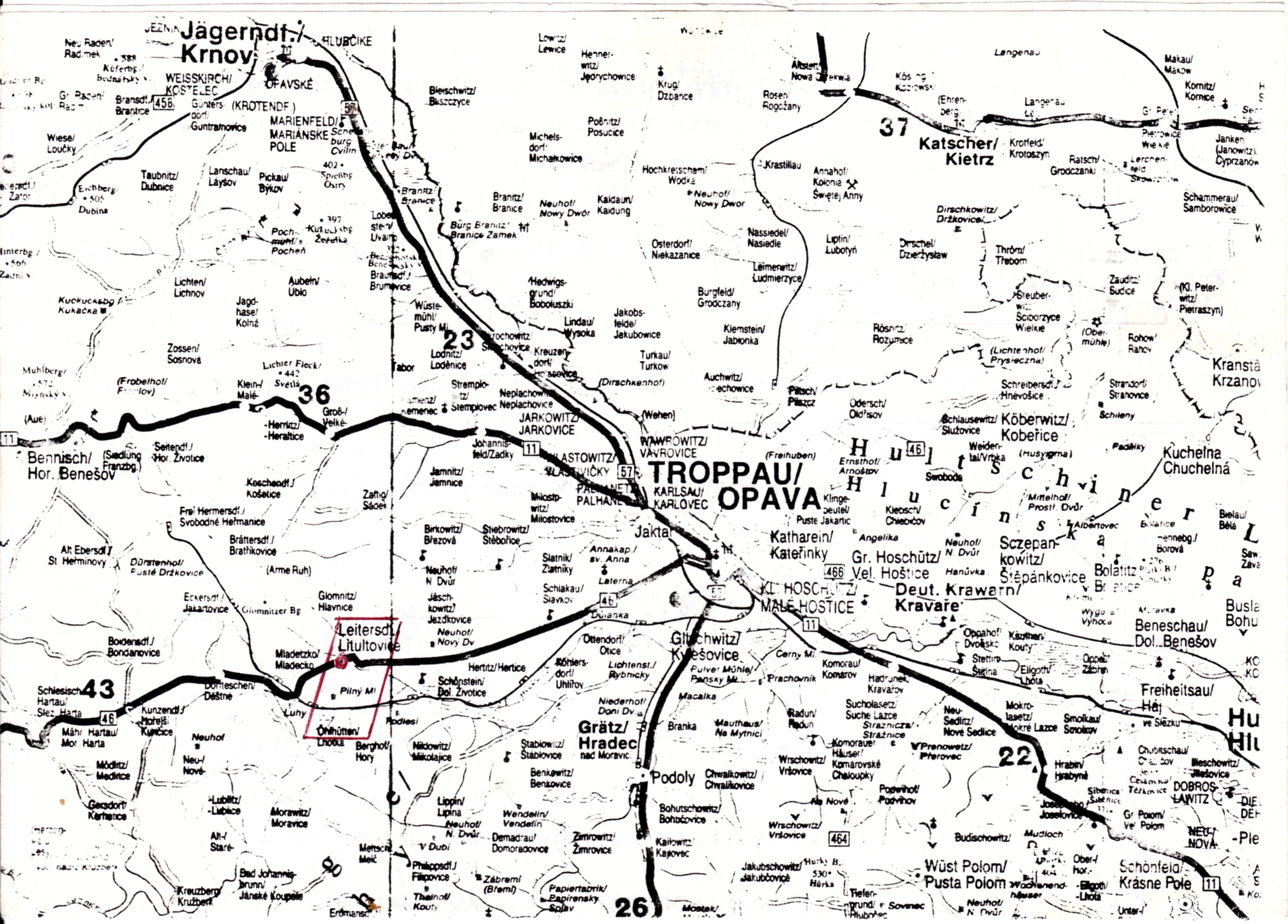
Karte des Troppauer Landes (Ausschnitt)

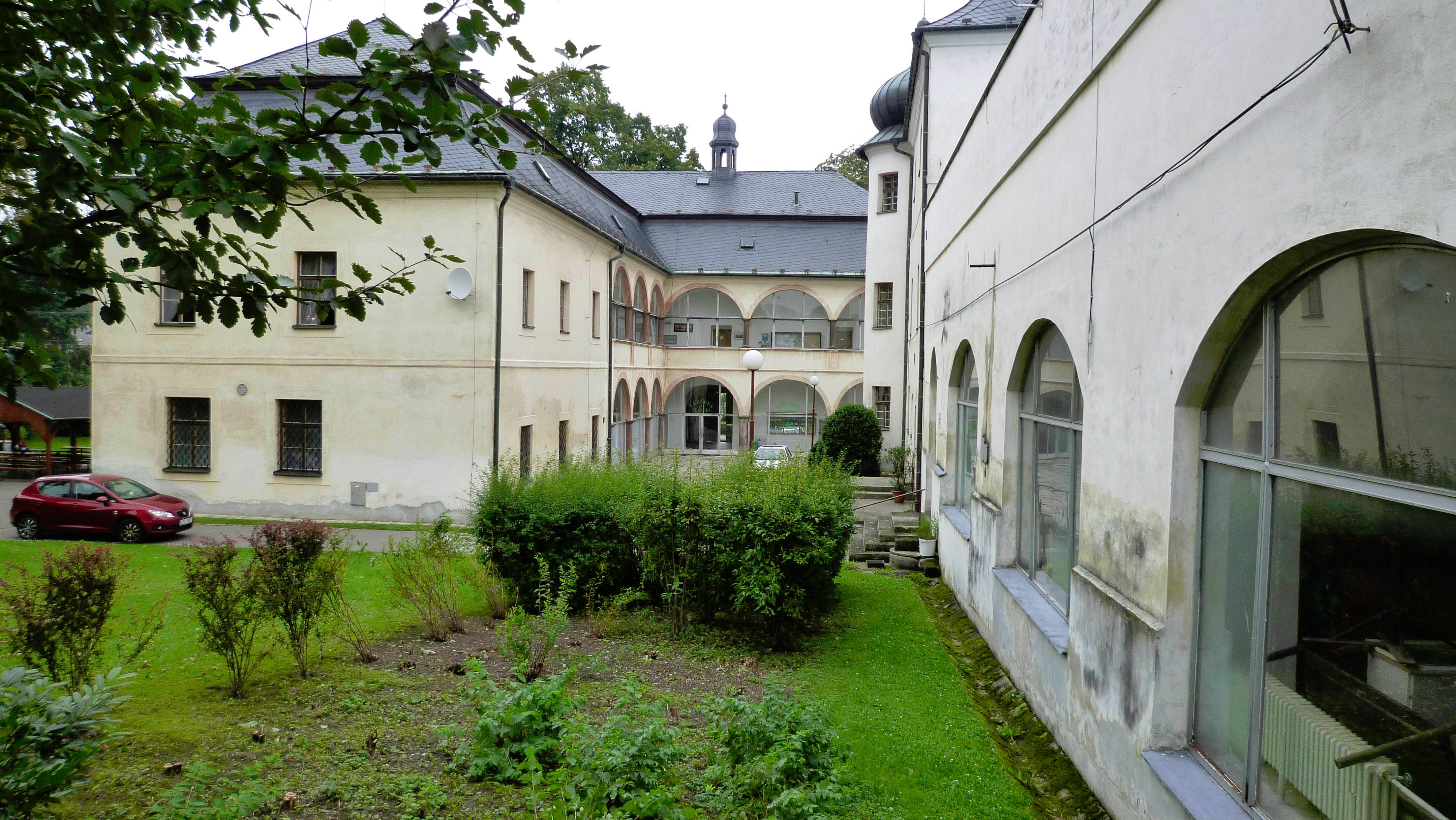
Leitersdorf – Altes Schloss

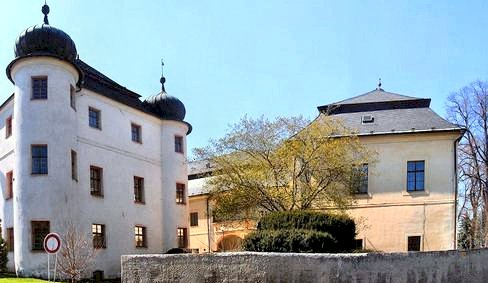
Altes und Neues Schloss

Schloss Leitersdorf mit einem Katastralausmaß von 443 Hektar liegt 13 km von Troppau (Opava), 20 km von Jägerndorf (Krnov) und 40 km von Olmütz (Olomouc) unter einer Anhöhe am Bach Leitersdorf. Ackerland und Waldbestände wechseln sich ab.
Die genauen Koordinaten sind 49,54° N und 17,45° O.

## Geschichte
Leitersdorf mit seinem Schloss und seinen 1035 Hektar war bis zur Gründung von Österreichisch-Schlesien 1742 eine unweit von Troppau gelegene mährische Enklave.
Die Ursprünge des Anwesens lassen sich auf das Jahr 1281 datieren, der Name leitet sich von dessen Gründer Litult ab.
Erbaut wurde es im 15. Jahrhundert gegen Ende der Hussitenkriege durch die Ritter Košíř von Leitersdorf und Nassiedel (Košíř z Litultovic a Násilé), deren Besitz Anfang des 16. Jahrhunderts auf einen gewissen Obesslik von Litultuvic überging. Jahreszahlen an den Gewölben der Vorhalle erinnern an die Herren von Kaunitz, die das Gut von 1518 bis 1594 besaßen. Ihnen folgte die Familie Bítovští von Bítov.
Nach der Schlacht am Weißen Berg verfiel das Anwesen 1621 der Konfiskation und wurde Lehensgut des Erzbischofs von Olmütz. Es folgten die Lehensherren Orlik Freiherren v. Lažiška bis 1694, Görz von Astein bis 1704, schließlich der Familie von Tetzlern.
Nachdem der letzte Lehensmann, Friedrich von Tetzlern gestorben war, erwarb 1792 Maximilian Josef Franz Freiherr Putz von Rolsberg durch Ankauf vom Erzbistum Olmütz die Liegenschaft für 48 000 österreichische Gulden. Sie blieb bis 1945 im Familienbesitz. Der 1921 verstorbene Karl Borromäus Ferdinand Putz von Rolsberg hatte die Verwaltung testamentarisch seinem Schwiegersohn Alfred Waldstätten, ehemals Freiherr und hoher k.u.k. Offizier, übertragen.

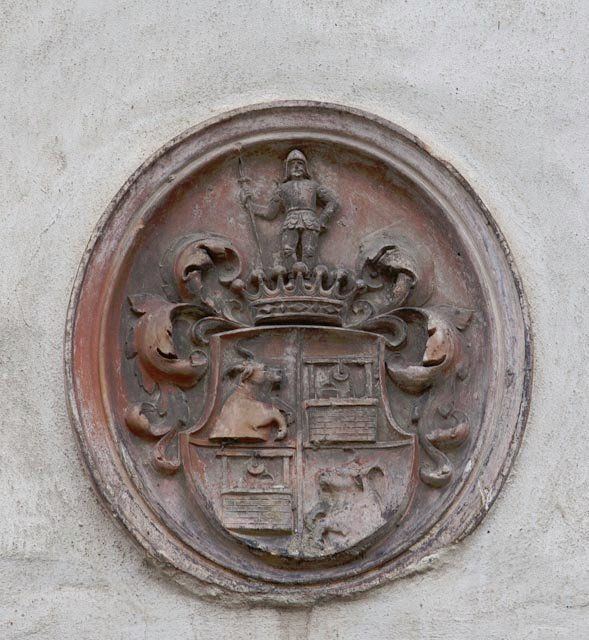
Wappen der Familie Putz von Rolsberg am Alten Schloss

1945 wurde die Familie durch den tschechischen Staat enteignet und vertrieben. Alfred Waldstätten, der auch letzter deutscher Bürgermeister von Leitersdorf gewesen war, wurde verhaftet und zu sieben Jahren Haft verurteilt, jedoch nach zwei Jahren begnadigt. Er verbrachte seinen Lebensabend in Österreich.
Das Schloss wurde ab 1974 renoviert. Dabei legte man im Neuen Schloss wertvolle Fresken und Inschriften des frühen 17. Jahrhunderts frei und im 1. Stock eine Renaissancedecke, deren Balken mit Jagdszenen Ornamenten und Physiognomien geschmückt sind.
Heute dient das Anwesen zahlreichen kulturellen Einrichtungen wie einer Bibliothek, Gesellschafts- und Jugendklubräumen. Im Neuen Schloss mit den historischen Decken wurden Sitzungssäle sowie ein [sehr begehrtes] Standesamt eingerichtet, ferner Gemeindeamts-, Kanzlei- und Archivräume.

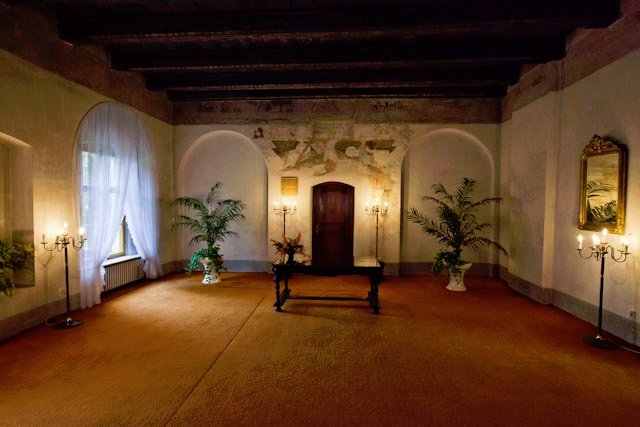
Großer Saal im Neuen Schloss
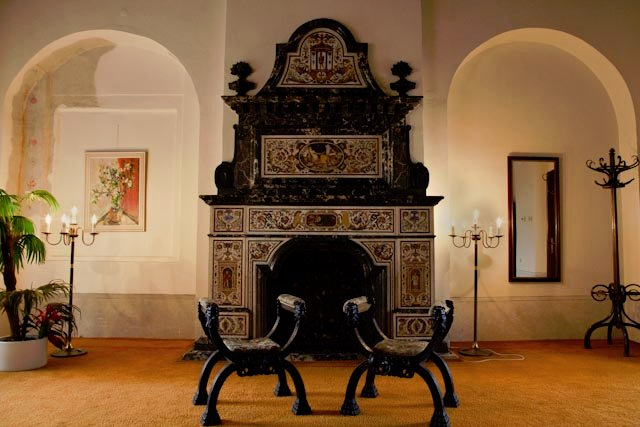
Kamin des großen Saales
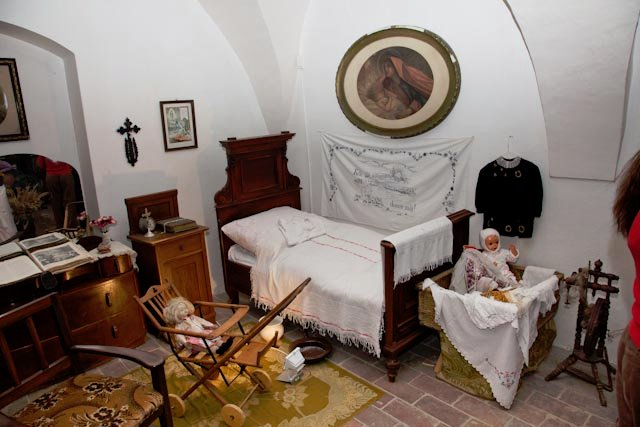
Kinderzimmer wie einst

## Einzelnachweise

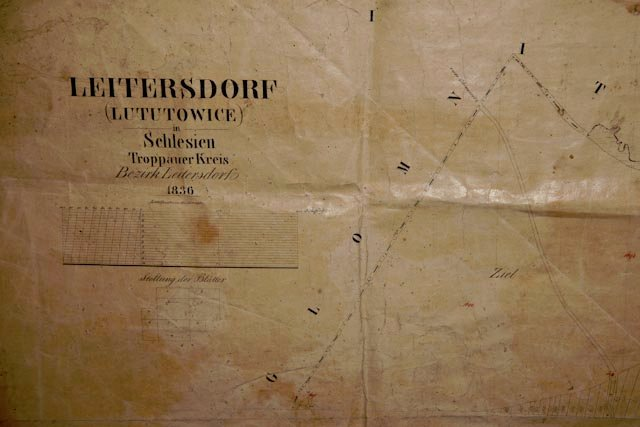
Alter Plan von 1836 (Ausschnitt)